# As-Safina
As-Safina – miejscowość w Jordanii, w muhafazie Adżlun. W 2015 roku liczyła 1584 mieszkańców.